# Годарев, Григорий Иванович
Григо́рий Ива́нович Го́дарев (1929—2005) — советский, российский актёр театра, заслуженный артист Карельской АССР (1964), Народный артист Республики Карелия (1999).

## Биография
Родился в многодетной крестьянской семье, карел. Среднюю школу оканчивал по месту службы отца в Дрездене (ГДР).
Во время учёбы на геологическом факультете Петрозаводского государственного университета играл в студенческом театре под руководством заслуженного артиста РСФСР Юрия Сунгурова.
В 1957 году окончил национальный курс Ленинградского театрального института (курс Е. И. Тиме).
В 1957—1965 годах — актёр Русского драматического театра Карельской АССР.
В 1965—1971 годах — актёр Норильского драматического театра.
В 1971—2003 годах — актёр Русского театра драмы Республики Карелия. В 1975 году награждён серебряной медалью им. А. Д. Попова за исполнение роли Сальникова в спектакле «В списках не значился».
Автор и ведущий литературно-художественных передач на Карельском радио.
Основные театральные роли:
- Аргант («Плутни Скопена» — Мольер Ж.-Б.)
- Берёзкин («В огненном кольце» — Борисков П.)
- Василий («В день свадьбы» — Розов В. С.)
- Васков («А зори здесь тихие» — Васильев Б.)
- Васька Окорок («Бронепоезд 14-69» — Иванов Вс.)
- Виктор Сердюк («Иркутская история» — Арбузов А. Н.)
- Владик («Коллеги» — Аксёнов В.)
- Гамбье («Крошка» — Летраз Ж.)
- Константинов («Опаснее врага» — Раков А.)
- Михаил («Зыковы» — Горький М.)
- Михаил («В день свадьбы» — Розов В. С.)
- Мокеев («Закон дороги» — Панкратов С.)
- Николай («В поисках радости» — Розов В. С.)
- Полушкин («Не стреляйте в белых лебедей» — Васильев Б.)
- Присыпкин («Клоп» — Маяковский В. В.)
- Расплюев («Свадьба Кречинского» — Сухово-Кобылин А. В.)
- Сальников («В списках не значился» — Васильев Б.)
- Шамраев («Чайка» — Чехов А. П.)